# Четыре сына Эмона

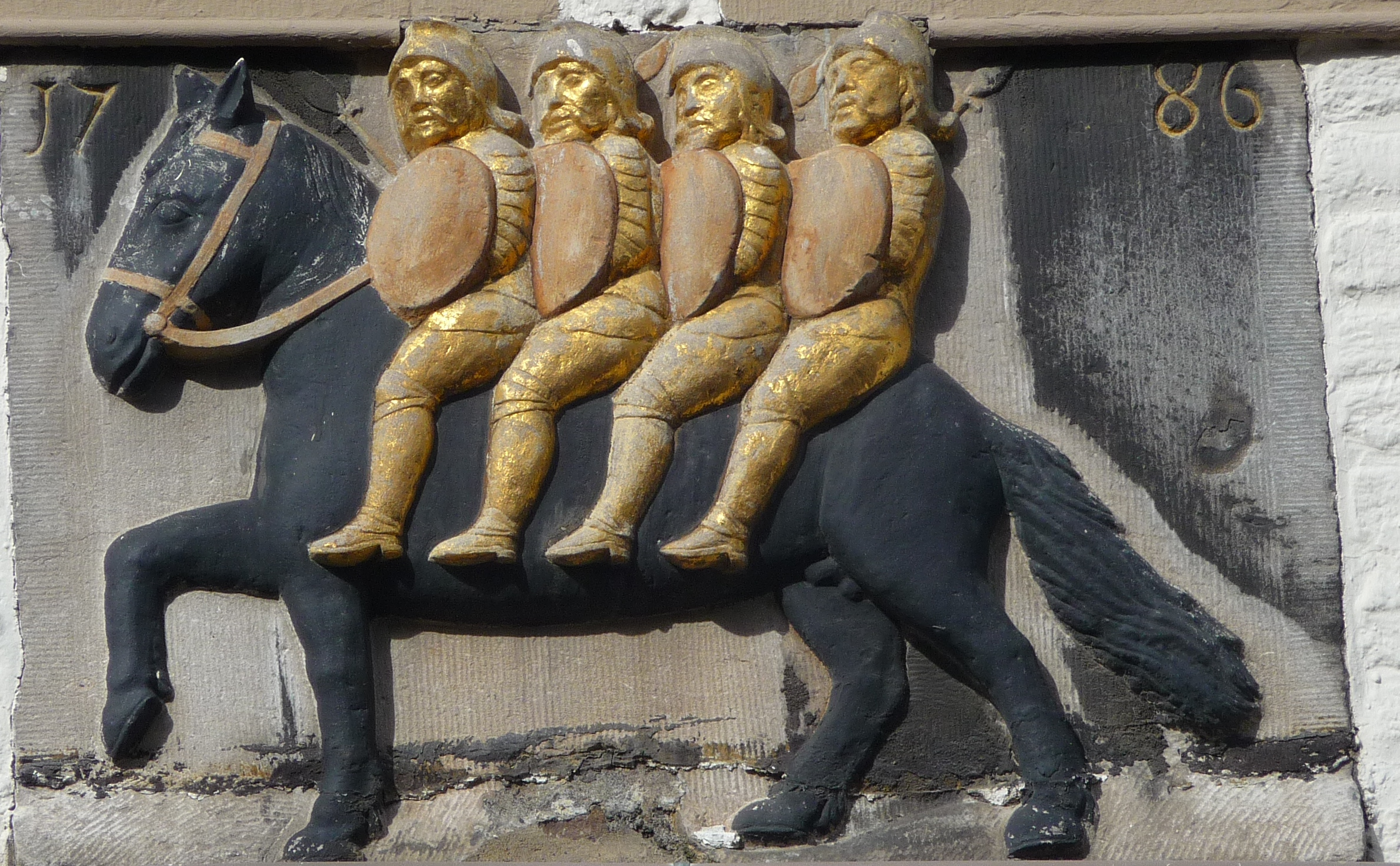
Четыре сына Эмона верхом на коне Баярте

Четыре сына Эмона (Аймона) (фр. quatre fils Aymon; нем. Haimonskinder) — четыре сына дордонского графа Эмона (Aymon; по-лангедокски Альмонт; в немецком эпосе Гаймон, нем. Haimon), рыцари-паладины, главные герои эпического сказания ранней средневековой литературы из каролингского цикла — повествования, вероятно, французского происхождения.
- Французские имена четырёх братьев: Аделар (Алар), Ришар (Ришарде), Гишар (Гвискар) и Ринальд (Рено) де Монтобан.
- Немецкие имена четырёх братьев: Адельгард, Ритсард, Вритсард и Рейнальд фон Монтальбан (Монтальбанский).

Последний играет главную роль в легендах, повествующих о борьбе сыновей Эмона с их ленным владыкой, Карлом Великим.

## Литературные версии

### Французские
Из всех обработок сюжета этого сказания, старейшая принадлежит французу Гюону де Вильнёв (Huon de Villeneuve). Его поэма «Рено де Монтобан» (Regnault de Montauban) написана до 1200 года. Была издана Мишелантом (Штутгарт, 1862).
Другую старинную французскую обработку сказания представил в 1829 году Иммануэль Беккер в предисловии к изданию провансальского текста сказания «Фьерабрас» (Fierabras).
Как и другие эпические поэмы, сказание о сыновьях Эмона было переделано в прозу и стало народной книгой. Первое издание в прозе было напечатано в Лионе (1493) под заглавием «Les Quatre Fils Aymon, Renaut de Montauban, Maugis d’Aigremont» (и извлечение из книги было помещено в VII томе издания «Bibiliothéque des romans»).

### Немецкие
Немецкий перевод этой французской книги был издан в Зиммерне в 1535 году. Но более популярная немецкая обработка сказания в прозе, озаглавленная «Schöne Historie von den vier Haymonskindern sammt ihrem Ross Bayart» («Прекрасная история о четырёх сыновьях Эмона и коне их Баярте»), была заимствована, по-видимому, не из французского источника, а скорее из нидерландского: в ней больше сходства с известной нидерландской народной книгой о четырёх сыновьях Гема (Антверпен, 1619), в которой Эмоны — дети принца арденского. О немецкой обработке сказания в прозе подробно говорится в сочинении Гёрресса «Die deutschen Volksbücher» (Гейдельберг, 1807). Тик обработал «Прекрасную историю о сыновьях Эмона» в своём издании «Народные сказки Петера Лебрехта» (Peter Lebrecht’s Volksmärchen). В пользу нидерландского происхождения говорит и тот факт, что немецкая поэзия о Рейнальде Монтальбанском, относящаяся к XV веку, так же была переводом с нидерландского.
Новые обработки выходили в «Volksbücher» — Зимрока (9 выпуск, Франкфурт-на-М., 1845), Марбаха (9 выпуск, Лейпциг, 1838) и Шваба (Штутгарт, 1859).

### Прочие
На английском языке история похождений Эмонов была издана в Лондоне в 1554 году, на испанском — в 1536 году и затем ещё много раз.

## Исторические параллели
Фруассар в своих «Хрониках» придавал историческую достоверность похождениям братьев Эмонов, заимствуя их вероятно из того же легендарного источника, который породил в Италии XV и XVI веков несколько романтических произведений о сыновьях Эмона. Храбрейший из них — Ринальдо — получил всемирную известность после того, как Ариосто сделал его одним из главных героев своей поэмы «Неистовый Роланд» (Orlando furioso), где является и сестра Эмонов, Брадаманта.
В героях легенды искали черты действительных исторических лиц, например в Аларе (Аделаре) узнавали знаменитого Адальгарда, корбийского аббата.

## В современной культуре
Похождения сыновей Эмона послужили ирландскому композитору Майклу Бальфу сюжетом для его оперы, впервые поставленной в 1844 году на сцене парижского театра Опера-Комик (фр. Les quatre fils Aymon). В немецких постановках опера называлась «Die Vier Haimonskinder». В 1942 году бельгийский драматург Эрман Клоссон создал драму " Действо о четырех сыновьях Аймона (фр. Le jeu des quatre fils Aymon)".